# Lepidosperma perteres
Lepidosperma perteres är en halvgräsart som beskrevs av Charles Baron Clarke. Lepidosperma perteres ingår i släktet Lepidosperma och familjen halvgräs.
Artens utbredningsområde är Nya Kaledonien. Inga underarter finns listade i Catalogue of Life.